# Barrio La Bolsa
El Barrio La Bolsa se encuentra ubicado en el cuadrante conformado por Alameda, Paseo Ahumada, Moneda y Bandera, en el centro de la ciudad de Santiago, Chile. Dentro de esta manzana se forman tres calles angulares interiores: Nueva York, La Bolsa y Club de la Unión, que rompen con el tradicional plano damero del centro de Santiago. Fue declarado Monumento Nacional de Chile, en la categoría de Zona Típica, mediante el Decreto Supremo n.º 606, del 29 de diciembre de 1989.

## Historia
Su origen está en los terrenos del Convento de las Agustinas, que fue fundado en 1576, y que se encontraba en la cuadra entre Alameda, Bandera, Agustinas y Ahumada. En el año 1852 las monjas vendieron la mitad norte del terreno que ocupaban, para abrir la calle Moneda hacia el oriente. En la mitad sur fue construida la Iglesia de las Agustinas, inaugurada en 1847.
En el año 1912 las monjas decidieron lotear el terreno para trasladar el claustro a unos terrenos de la Avenida Vicuña Mackenna. La primera institución que decidió comprar un terreno fue el Club de la Unión, que se instaló en la intersección de Alameda con Bandera. En la intersección de Bandera con Moneda se instaló el edificio de la Bolsa de Comercio de Santiago, que fue el primer edificio del barrio en estar de pie en 1917. Posteriormente se levantaron el Edificio del ex Hotel Mundial, y el Edificio Ariztía, considerado el primer rascacielos de Santiago.